# Villingen Süd
Das Gebiet Villingen Süd ist ein vom Landratsamt Schwarzwald-Baar-Kreis am 16. April 1991 durch Verordnung ausgewiesenes Landschaftsschutzgebiet in Villingen-Schwenningen.

## Lage
Das Schutzgebiet liegt zwischen Pfaffenweiler, Rietheim und Villingen. Im Westen wird es durch die Landesstraße 181 begrenzt, im Osten reicht es bis an die Brigach. Das Gebiet gehört zum Naturraum Baar.

## Landschaftscharakter
Das Gebiet wird von Hecken und Feldgehölzen reich strukturierten Äckern und Wiesen und einigen Waldstücken geprägt. Im Zentrum des Gebiets erhebt sich der Magdalenenberg, ein Grabhügel aus der Eisenzeit. Durch das Gebiet fließen unter anderem der Warenbach und der Lohwaldgraben. Zwischen Rietheim und Marbach sind einige Weiher angelegt. Im Norden des Gebietes befinden sich einige Kleingartenanlagen.

## Zusammenhängende Schutzgebiete
Im Süden schließt das Naturschutzgebiet Tannhörnle an. Im Westen überschneidet sich das Gebiet teilweise mit dem FFH-Gebiet Baar, Eschach und Südostschwarzwald. Das Gebiet gehört größtenteils zum Vogelschutzgebiet Baar und liegt im Naturpark Südschwarzwald.